# Коагулянти
Коагулянти — речовини, що спричинюють коагуляцію, коагулювання.
Застосовують для очищення води, виділення цінних промислових продуктів з відходів виробництва тощо.